# هضبة الدكن

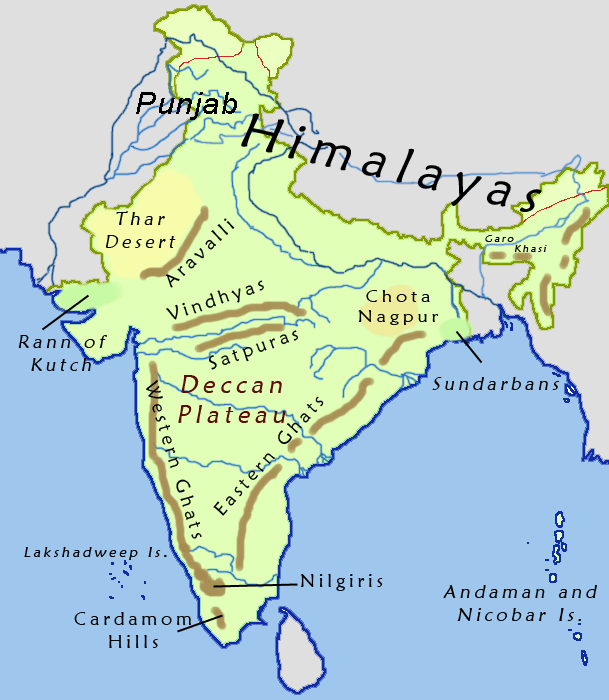

هضبة الدَّكَن أو هضبة ديكان إقليم جنوب الهند يحدد من الوجهة التاريخية بجميع أراضي الهند الواقعة جنوب نهر ناربادا وفي معناه الأضيق يقصد به الهضبة الواقعة وسط شبه الجزيرة الهندية فيشمل ولايات كارناتاكا بأكملها وجنوب أندرا برديش وجنوب ماهاراشترا وشمال تاميل نادو وتكثر زراعة القطن في هذا الإقليم لخصب تربته البركانية.
تمتد على ثماني ولايات هندية وتشمل مجموعة واسعة من المواطن، وتغطي أجزاء كبيرة من تيلانغانا وماهاراشترا وكارناتاكا وأندرا برديش وكيرالا وتاميل نادو.
تقع الهضبة بين سلسلتين جبليتين هما غاتس الغربية وغاتس الشرقية، كل منها ترتفع من السهل الساحلي القريب الخاص بها وتقترب من الطرف الجنوبي للهند. أنتجت ديكان بعض السلالات الرئيسية في التاريخ الهندي بما في ذلك سلالة بالافا وساتافاهانا وفاكاتاكا وتشالوكيا وراشتراكوتا، وإمبراطورية تشالوكيا الغربية، وسلالة كادامبا، وإمبراطورية كاكاتيا، وإمبراطورية ماراثا، وسلطنة بهماني المسلمة، وسلطنات الدكن، وسلالة نظام الملك.

## الاشتقاق

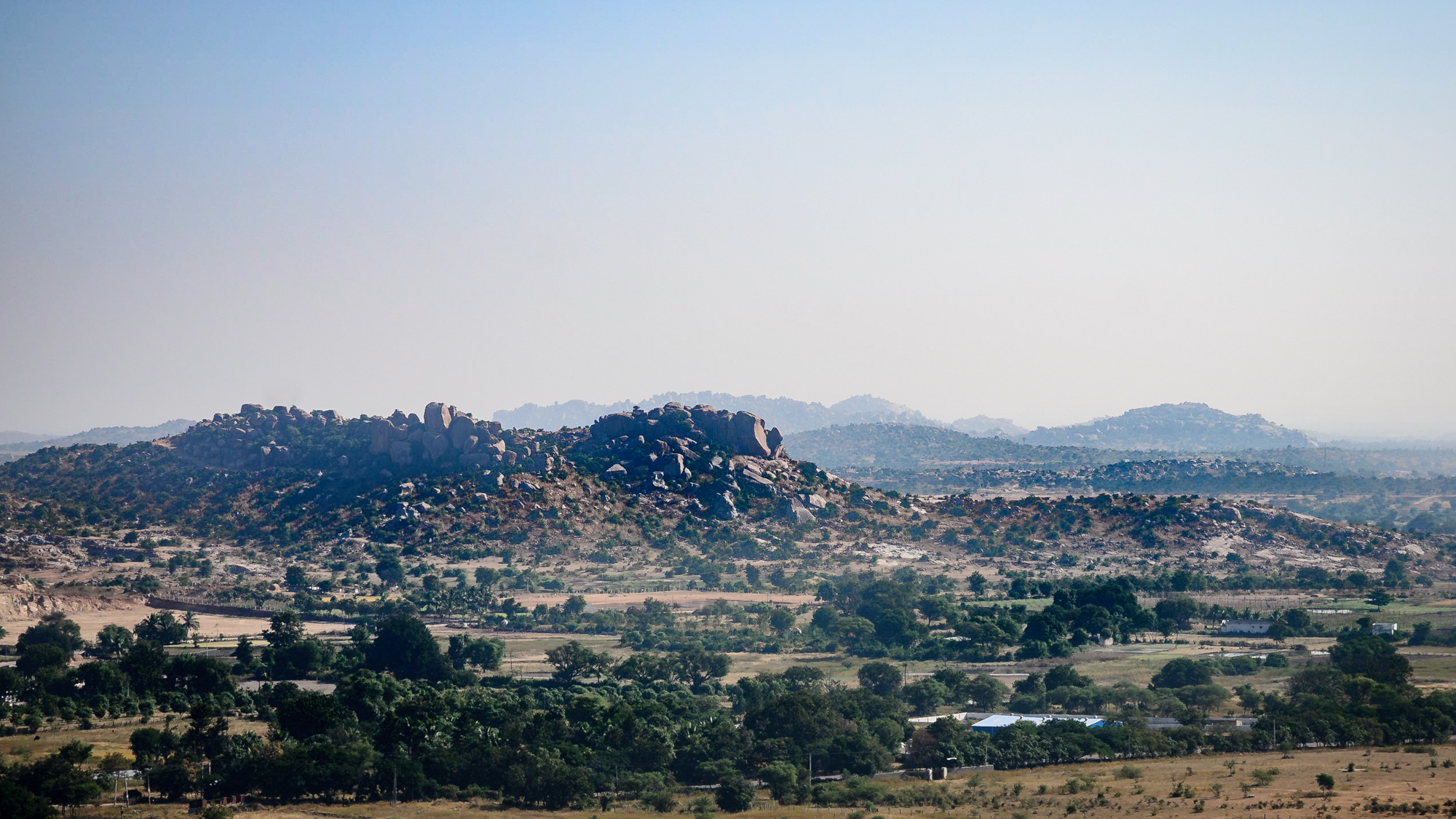
هضبة الدكن، حيدر أباد، الهند.

اسم ديكان هو شكل من أشكال كلمة dakkhin أو dakkhaṇa المشتقة من اللغة السنسكريتية (दक्षिण «الجنوب»)، حيث كانت المنطقة تقع جنوب شمال الهند مباشرة.

## الامتداد
تباينت مساحة المنطقة الجيوسياسية التي يغطيها مصطلح «ديكان» عبر التاريخ.
حاول الجغرافيون تحديد المنطقة باستخدام مؤشرات مثل هطول الأمطار أو الغطاء النباتي أو نوع التربة أو السمات الفيزيائية. وفقًا لتعريف جغرافي هي شبه الجزيرة التي تقع إلى الجنوب من مدار السرطان. حدودها الخارجية محددة بخط منسوب 300 متر مع مستجمعات المياه فينديا-كايمور في الشمال. يمكن تقسيم هذه المنطقة إلى منطقتين جيولوجيتين - فيزيوغرافيتين رئيسيتين: هضبة صخرية نارية ذات تربة سوداء خصبة، وحقل شبيه بالنيس ذو تربة حمراء غير خصبة تقطعها عدة تلال.
عرف المؤرخون مصطلح ديكان بشكل مختلف. تتراوح هذه التعريفات من تعريف ضيق من قبل راماكريشنا جوبال بهانداركار، الذي يعرف ديكان بأنها المنطقة الناطقة باللغة الماراثية الواقعة بين نهري جودافاري وكريشنا، إلى تعريف أوسع من قبل مادهايفا بانيكار (1969)، الذي يعرفها على أنها هندية بأكملها شبه الجزيرة إلى الجنوب من فينداهايز. عرف فيريشتا (القرن السادس عشر) ديكان على أنها المنطقة التي يسكنها المتحدثون الأصليون للغات الكانادا والماراثية والتيلجو. ريتشارد إم إيتون (2005) يستقر على هذا التعريف اللغوي لمناقشة التاريخ الجيوسياسي للمنطقة. يلاحظ ستيوارت إن جوردون (1998) أنه تاريخيًا كان لمصطلح «ديكان» إيحاءات لمنطقة تعتبر مناسبة للغزو من قبل الممالك الشمالية: لذا فقد اختلفت الحدود الشمالية لديكان من نهر تابتي في الشمال إلى نهر جودافاري في الجنوب اعتمادًا على على الحدود الجنوبية للإمبراطوريات الشمالية. لذلك ثناء مناقشة تاريخ ماراثاس استخدم جوردون ديكان كـ «مصطلح علائقي» مُعرِّفًا إياه بأنه «المنطقة الواقعة خارج الحدود الجنوبية لمملكة تقع في الشمال» في الهند.

## الجغرافيا

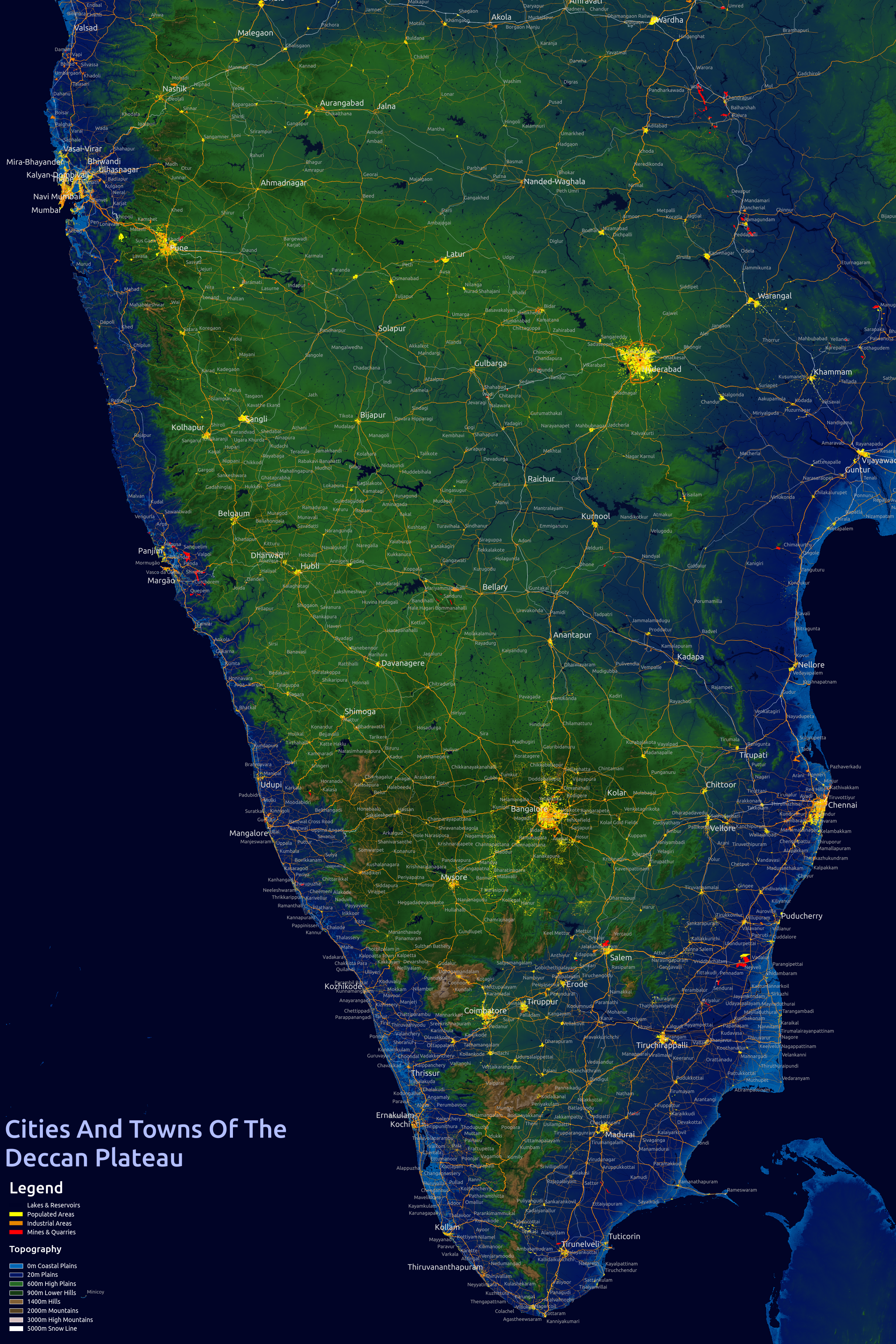
خريطة طبوغرافية لشبه جزيرة الدكن توضح مواقع المدن والبلدات الرئيسية.

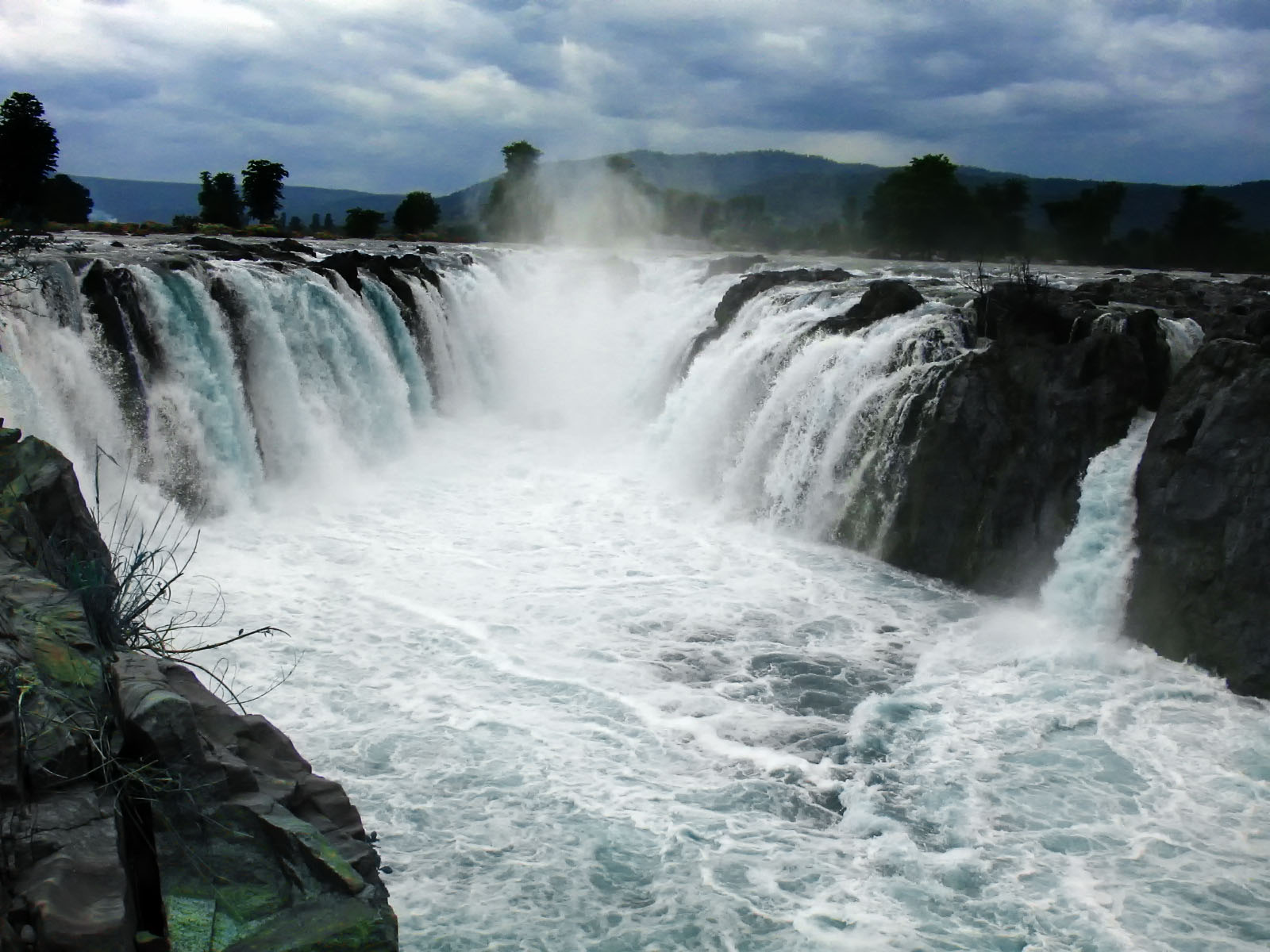
شلالات هوجيناكال، تاميل نادو.

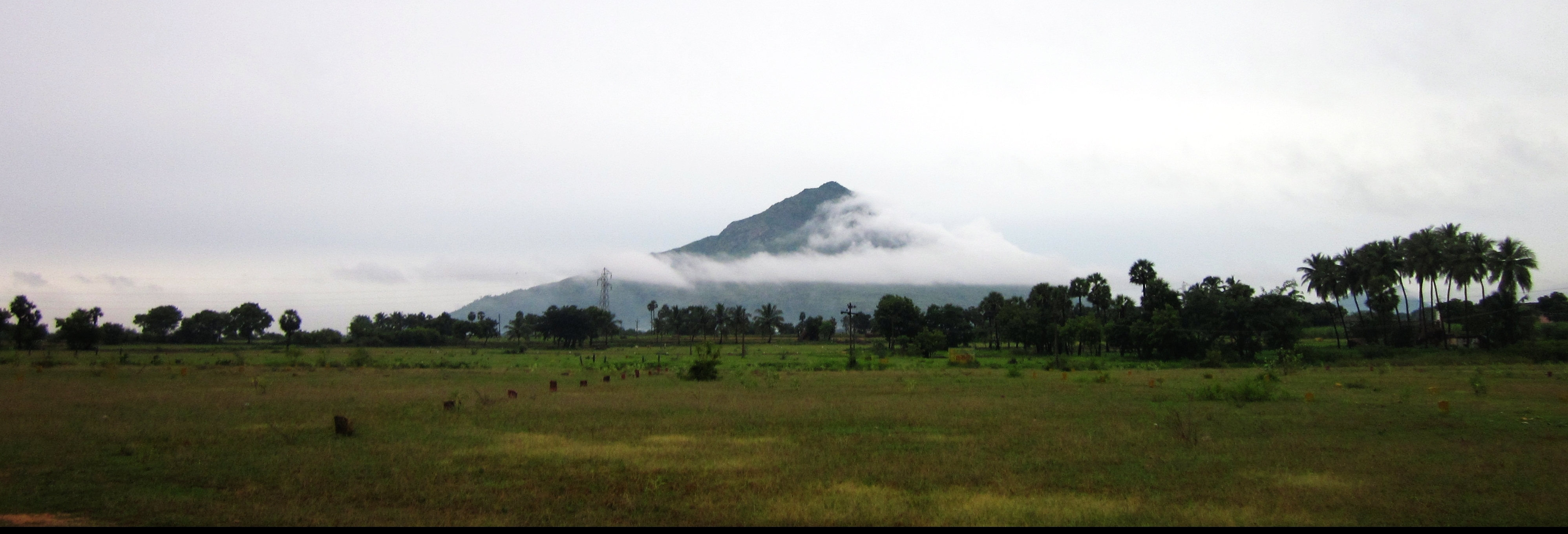
تل تيروفانامالاي، غالبًا ما يُنظر إليه على أنه الطرف الجنوبي لهضبة الدكن، وتعتبر مدينة تيروفاناكالاي في تاميل نادو نفسها بوابة الهضبة.

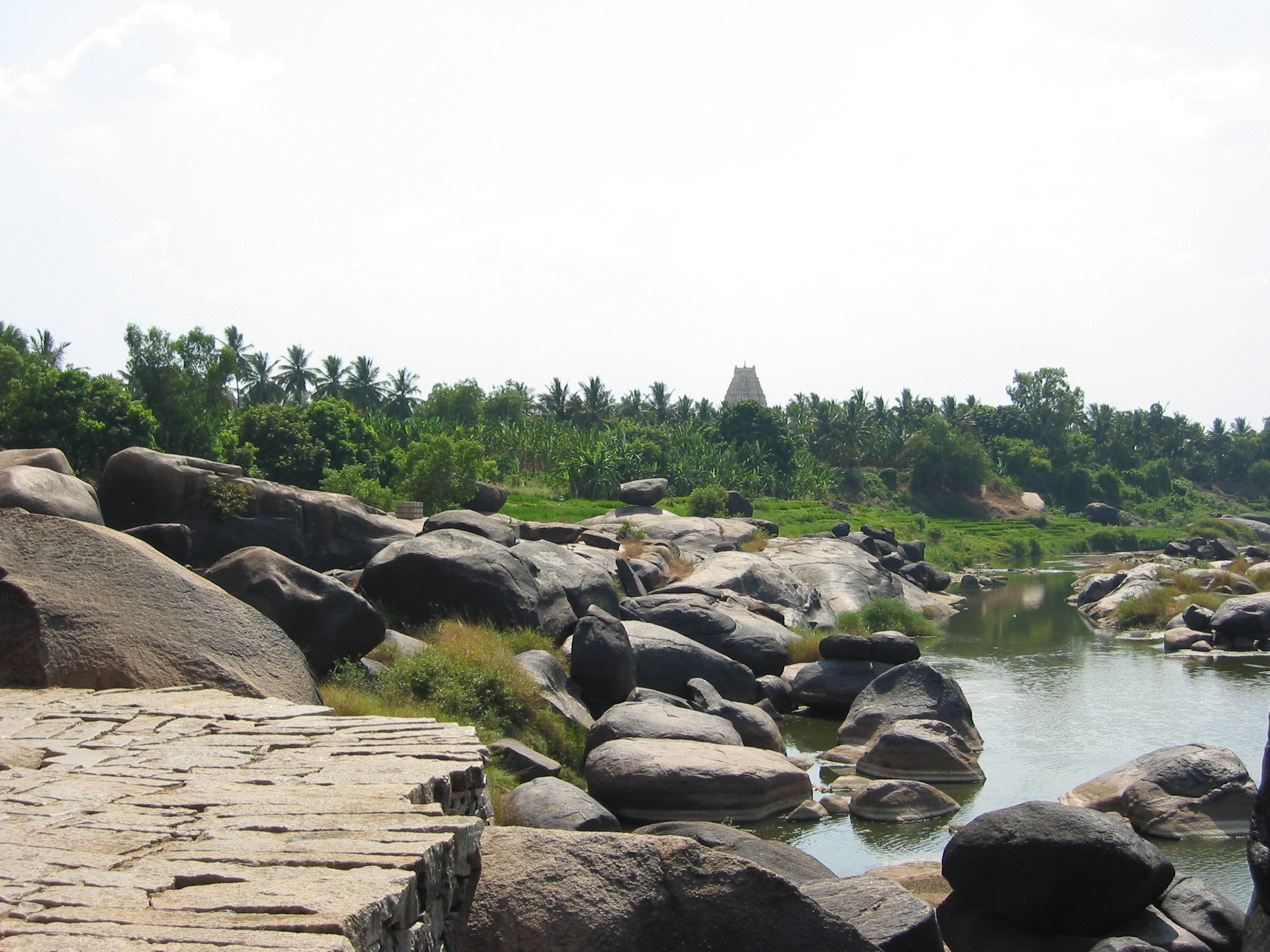
بالقرب من هامبي، كارناتاكا.

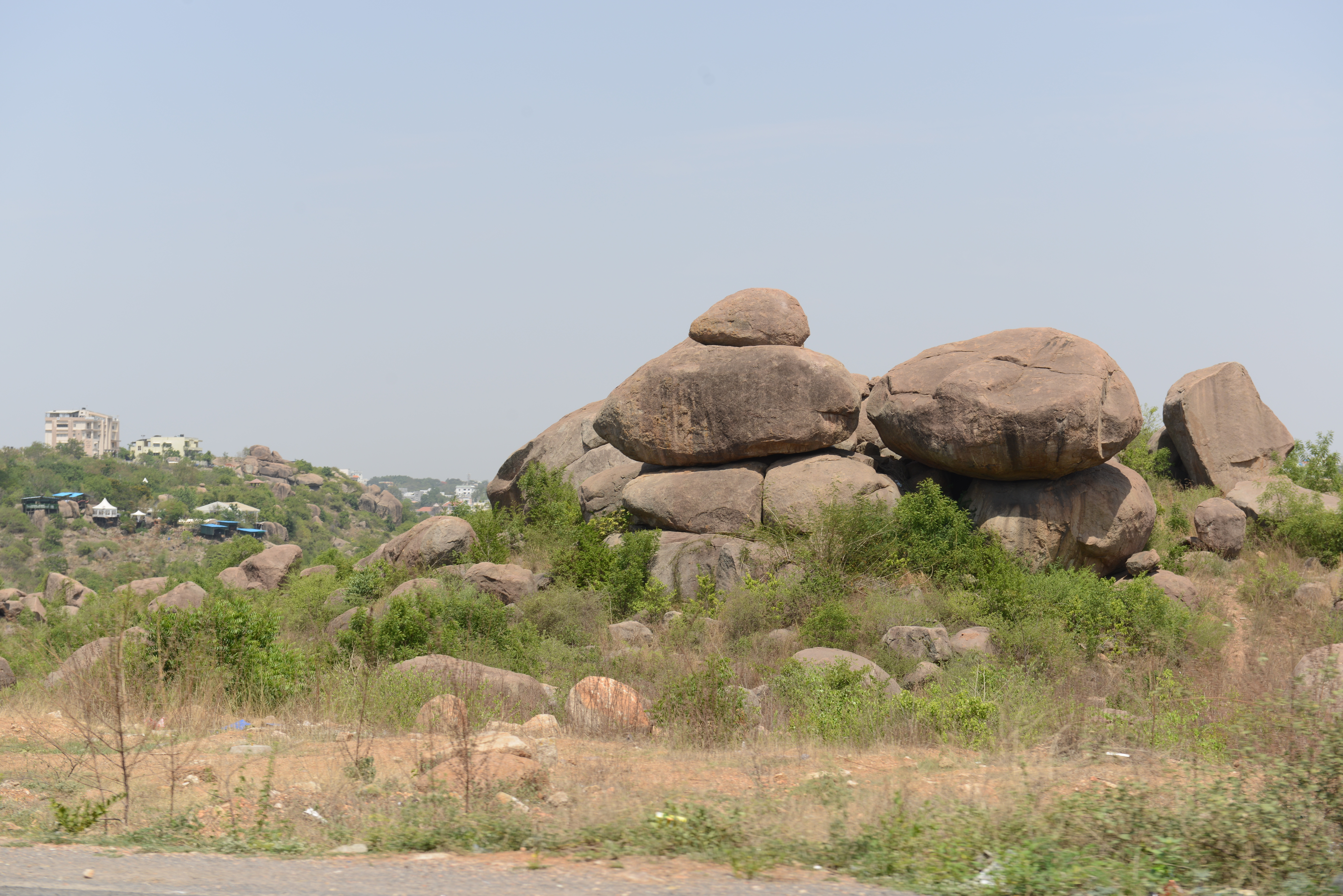
التكوينات الصخرية في حيدر أباد، تلال تيلانغانا من صخور الجرانيت هي سمة مشتركة للمناظر الطبيعية على هضبة الدكن.

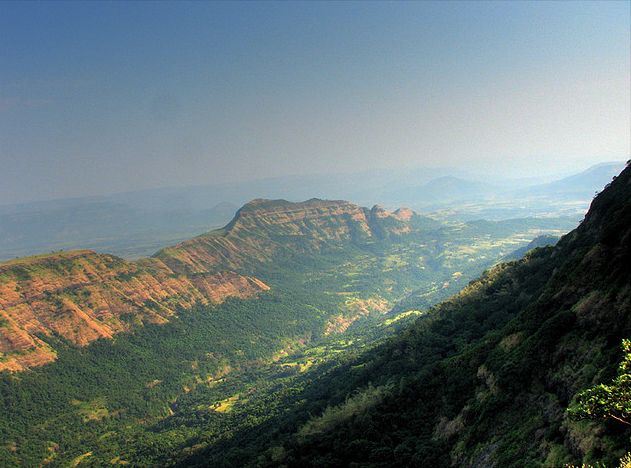
مصاطب الدكن في ولاية ماهاراشترا.

هضبة الدكن هي منطقة طوبوغرافية متنوعة تقع جنوب سهول الغانج - الجزء الذي يقع بين بحر العرب وخليج البنغال وتشمل منطقة كبيرة إلى الشمال من سلسلة جبال ساتبورا والتي كانت تعتبر بشكل عام الفاصل بين شمال الهند وديكان. يحد الهضبة من الشرق والغرب نهر غاتس في حين أن أقصى الشمال هو سلسلة جبال فينديا. يبلغ متوسط ارتفاع ديكان حوالي 2000 قدم (600 م)، وتنحدر بشكل عام باتجاه الشرق؛ تتدفق أنهارها الرئيسية، جودافاري وكريشنا وكافيري، من غرب غاتس شرقًا إلى خليج البنغال. غالبًا ما يُنظر إلى تيروفانامالاي في ولاية تاميل نادو على أنها البوابة الجنوبية لهضبة ديكان.
سلسلة جبال غاتس الغربية ضخمة جدًا وتمنع الرطوبة من الرياح الموسمية الجنوبية الغربية من الوصول إلى هضبة ديكان وبالتالي فإن المنطقة تتلقى القليل جدًا من الأمطار. تقع هضبة ديكان الشرقية على ارتفاع منخفض يمتد على الساحل الجنوبي الشرقي للهند. كما أن غاباتها جافة نسبيًا ولكنها تعمل على الاحتفاظ بالمطر لتكوين تيارات تغذي الأنهار التي تصب في الأحواض ثم إلى خليج البنغال.
تتدفق معظم أنهار هضبة ديكان جنوبا. يتم تجفيف معظم الجزء الشمالي من الهضبة بواسطة نهر جودافاري وروافده بما في ذلك نهر إندرافاتي بدءًا من غرب غاتس ويتدفق شرقًا باتجاه خليج البنغال. يتم تجفيف معظم الهضبة الوسطى بواسطة نهر تونجابهادرا ونهر كريشنا وروافده بما في ذلك نهر بهيما الذي يتجه شرقًا أيضًا. يتم تجفيف الجزء الجنوبي من الهضبة بواسطة نهر كافيري الذي يرتفع في غرب غاتس من ولاية كارناتاكا وينحني جنوبًا لاختراق تلال نلغيري في بلدة جزيرة شيفاناسامودرا ثم يسقط في تاميل نادو عند شلالات هوغيناكال قبل أن يتدفق إلى ستانلي الخزان وسد ميتور الذي أنشأ الخزان وأخيراً يتم تفريغه في خليج البنغال.
على الحافة الغربية للهضبة تقع ساهيادري ونلغيري وأنايمالاي وتلال الامالاي والمعروفة باسم غاتس الغربية. يتزايد متوسط ارتفاع غاتس الغربية التي تمتد على طول بحر العرب باتجاه الجنوب. قمة أنامودي في ولاية كيرالا التي يبلغ ارتفاعها 2695 مترًا فوق مستوى سطح البحر هي أعلى قمة في شبه جزيرة الهند. في نيلغايريس تقع أوتاكاماند محطة التل المعروفة في جنوب الهند. السهل الساحلي الغربي متفاوت وتتدفق خلاله أنهار سريعة تشكل بحيرات جميلة ومياه نائية ويمكن العثور على أمثلة منها في ولاية كيرالا. الساحل الشرقي واسع مع دلتا تشكلت من أنهار جودافاري ومهانادي وكافيري. تحيط بشبه الجزيرة الهندية على الجانب الغربي جزر لاكشادويب في بحر العرب وعلى الجانب الشرقي تقع جزر أندامان ونيكوبار في خليج البنغال.
هضبة الدكن الشرقية التي تسمى تيلانغانا أو ريالاسيما تتكون من صفائح ضخمة من صخور الجرانيت الضخمة والتي تحبس مياه الأمطار بشكل فعال. تحت الطبقة السطحية الرقيقة من التربة يوجد حجر الأساس الجرانيت الرمادي المنيع. , تمطر خلال بضعة أشهر فقط.
تضم الجزء الشمالي الشرقي من هضبة ديكان وتبلغ مساحة هضبة تيلانغانا حوالي 148000 كيلومتر مربع، ويبلغ طولها من الشمال إلى الجنوب حوالي 770 كيلومترًا، وعرضها من الشرق إلى الغرب حوالي 515 كيلومترًا.
يعمل معظم سكان المنطقة في الزراعة، الحبوب والبذور الزيتية والقطن والبقول (البقوليات) هي المحاصيل الرئيسية. هناك مشاريع متعددة للري والطاقة الكهرومائية، بما في ذلك البوشاماد وبهايرا فانيتيبا وبناي آرو العليا. تنتج الصناعات (الموجودة في حيدر أباد وورنجل وكرنول) المنسوجات القطنية والسكر والمواد الغذائية والتبغ والورق والأدوات الآلية والأدوية. الصناعات المنزلية هي الصناعات القائمة على الغابات (الأخشاب، الحطب، الفحم، منتجات الخيزران) والقائمة على المعادن (الأسبستوس، الفحم، الكروميت، خام الحديد، الميكا، والكيانيت).
بعد أن شكلت ذات مرة جزءًا من قارة غندوانا القديمة تعد هذه الأرض الأقدم والأكثر استقرارًا في الهند. تتكون هضبة ديكان من غابات استوائية جافة لا تتعرض إلا للأمطار الموسمية.
المدن الكبرى في الدكن هي حيدر أباد عاصمة تيلانغانا، بنغالورعاصمة كارناتاكا، بونا المركز الثقافي لماهاراشترا وناشيك عاصمة النبيذ في ولاية ماهاراشترا. وتشمل المدن الرئيسية الأخرى ميسور، وجولبارغا، وبيلاري في ولاية كارناتاكا. ساتارا، أمرافاتي، أكولا، كولهابور، لاتور، نانديد، سانجلي، وأورنك أباد في ماهاراشترا، هسور وكريشناغيري وتيروفانامالاي وفيلورو أمبور في تاميل نادو. أمارافاتي، فيساخاباتنام، كورنول، أنانتابور، راجاهموندري، إلورو، في ولاية أندرا براديش. ارانجال وكاريمناجار وراماغندام ونيزام أباد وسوريابت وسيديبت ونالغوندا ومحبوب نجار في تيلانغانا الحالية.

## المناخ
يتنوع مناخ المنطقة من شبه جاف في الشمال إلى مناخ استوائي في معظم المنطقة مع مواسم رطبة وجافة متميزة. تهطل الأمطار خلال موسم الرياح الموسمية من شهر يونيو إلى أكتوبر تقريبًا. يمكن أن يكون مارس إلى يونيو جافًا جدًا وساخنًا، حيث تتجاوز درجات الحرارة بانتظام 40 درجة مئوية. مناخ الهضبة أكثر جفافاً من مناخ السواحل وجاف في بعض الأماكن. على الرغم من أنها تستخدم أحيانًا لتعني كل الهند جنوب نهر نارمادا، فإن كلمة ديكان تتعلق بشكل أكثر تحديدًا بتلك المنطقة من التربة البركانية الغنية والهضاب المغطاة بالحمم البركانية في الجزء الشمالي من شبه الجزيرة بين نهري نارمادا وكريشنا.

## مصاطب الدكن
هضبة الدكن (درع ما قبل الكمبري) مغطاة جزئياً بـ مصاطب الدكن، وهي إقليم ناري كبير. يتكون الجزء الشمالي الغربي من الهضبة من تدفقات الحمم البركانية أو الصخور النارية المعروفة باسم مصاطب الدكن. تنتشر الصخور في جميع أنحاء ولاية ماهاراشترا وأجزاء من ولاية غوجارات ومادهيا براديش، مما يجعلها واحدة من أكبر المقاطعات البركانية في العالم. تتكون من أكثر من 2000 متر (6600 قدم) من تدفقات الحمم البازلتية المسطحة وتغطي مساحة تقارب 500000 كيلومتر مربع (190.000 ميل مربع) في غرب وسط الهند. تقديرات المنطقة الأصلية التي تغطيها تدفقات الحمم البركانية تصل إلى 1500000 كيلومتر مربع (580,000 ميل مربع). يقدر حجم البازلت بحوالي 511.000 كيلومتر مكعب. التربة السميكة الداكنة (تسمى الطمي) الموجودة هنا مناسبة لزراعة القطن.

## الجيولوجيا
تم وضع طبقات البازلت البركانية في الدكن في ثوران مصاطب الدكن الضخم والذي حدث في نهاية العصر الطباشيري بين 67 و 66 مليون سنة مضت. يتكهن بعض علماء الأحافير بأن هذا الثوران البركاني قد يكون سرّع انقراض الديناصورات. تشكلت طبقة بعد طبقة عن طريق النشاط البركاني الذي استمر لآلاف السنين، وعندما انقرضت البراكين تركت منطقة من المرتفعات مع مساحات شاسعة من المساحات المسطحة على القمة مثل الطاولة. يُفترض أن النقطة الساخنة البركانية التي أنتجت مصائد ديكان تقع تحت جزيرة لاريونيون الحالية في المحيط الهندي.
تتكون هضبة الدكن من البازلت الممتد حتى بهور غات بالقرب من كارجات. أيضًا في أجزاء معينة من المنطقة يمكننا أن نجد الجرانيت وهو صخرة نارية متطفلة. الفرق بين هذين النوعين من الصخور هو: تتشكل الصخور البازلتية عند اندلاع الحمم البركانية، أي على السطح (إما خارج البركان، أو من خلال الشقوق الضخمة - كما في البازلت ديكان - في الأرض)، بينما يتشكل الجرانيت على عمق داخل الأرض. الجرانيت هو صخر فلسي مما يعني أنه غني بالفلدسبار والبوتاسيوم والكوارتز. هذا التكوين قاري في الأصل (بمعنى أنه التكوين الأساسي للقشرة القارية). نظرًا لأنه يبرد ببطء نسبيًا، فإنه يحتوي على بلورات كبيرة مرئية. من ناحية أخرى البازلت مافيك في التركيب بمعنى أنه غني بالبيروكسين وفي بعض الحالات الزبرجد الزيتوني، وكلاهما غني بمعادن الحديد والماغنسيوم. البازلت مشابه في تكوينه لصخور الوشاح، مما يشير إلى أنه جاء من الوشاح ولم يختلط بالصخور القارية. يتشكل البازلت في المناطق التي تنتشر، بينما يتشكل الجرانيت في الغالب في المناطق التي تتصادم. نظرًا لوجود كلا الصخور في هضبة ديكان، فإنها تشير إلى بيئتين مختلفتين من التكوين.
الدكن غنية بالمعادن. الخامات المعدنية الأولية الموجودة في هذه المنطقة هي الميكا وخام الحديد في منطقة شوتا ناجبور، والماس والذهب والمعادن الأخرى في منطقة جولكوندا.

## الوحوش
لا تزال المساحات الكبيرة من الغابات المتبقية على الهضبة موطناً لمجموعة متنوعة من حيوانات الرعي من الظباء رباعية القرون (tetracerus quadricornis)، الغزال الهندي (Gazella bennettii)، الظبي الأسود (Antilope cervicapra) إلى الغور (Bos gaurus ؛ / aʊər /) وجاموس الماء البري (Bubalus arnee).

## الشعب
الدكن هي موطن للعديد من اللغات والأشخاص. يعيش شعب بيل وجوند في التلال على طول الحواف الشمالية والشمالية الشرقية للهضبة، ويتحدثون لغات مختلفة تنتمي إلى كل من عائلات اللغات الهندوآرية والدرافيدية. المراثية وهي لغة هندوآرية، هي اللغة الرئيسية لشمال غرب ديكان في ولاية ماهاراشترا. المتحدثون باللغات الدرافيدية التيلوغوية والكنادية اللغات السائدة في تيلانغانا وأندرا برديش وكارناتاكا على التوالي يشغلون أجزاء تلك الولايات من الهضبة. مدينة حيدر أباد هي مركز مهم للغة الأردية في ديكان. تستضيف المناطق المحيطة بها أيضًا عددًا كبيرًا من المتحدثين باللغة الأردية. تُعرف اللهجة الأردية التي يتم التحدث بها في هذه المنطقة أيضًا باسم ديكاني، والتي سميت على اسم المنطقة نفسها. التاميل هي اللغة المتحدثة في أقصى جنوب ديكان في المناطق التي تحتلها ولاية تاميل نادو. تقع الأجزاء الشمالية الشرقية من ديكان في ولاية أوديشا. الأودية لغة هندية آرية أخرى يتم التحدث بها في هذا الجزء من ديكان.
المحصول الرئيسي هو القطن. ومن الشائع أيضًا قصب السكر والأرز ومحاصيل أخرى.
بصرف النظر عن الولايات التي سبق ذكرها توجد ولاية تشهاتيسجاره في الركن الشمالي الشرقي من الهضبة. المدن الكبرى في ديكان هي حيدر أباد عاصمة تيلانغانا، بنغالور عاصمة كارناتاكا، بونا المركز الثقافي لماهاراشترا وناشيك، عاصمة النبيذ في ولاية ماهاراشترا. وتشمل المدن الرئيسية الأخرى ميسور، وجولبارغا، وبيلاري في ولاية كارناتاكا. ساتارا، أمرافاتي، أكولا، كولهابور، لاتور، نانديد، سانجلي، وأورانجاباد في ماهاراشترا.

## التاريخ
أنتجت ديكان بعضًا من أهم السلالات في التاريخ الهندي مثل إمبراطورية فيجاياناغارا، سلالة راشتراكوتا، سلالة تشولا، سلالة ثاغادور، أديامانس بالافاس، تونديمان، سلالة ساتافاهانا، سلالة فاكاتاكا، سلالة كادامبا، سلالة شالوكيا، سلالة كاكاتيا، غرب تشالوكيا وإمبراطورية المراثا. الحقائق الرئيسية التي تم إثباتها من أوائل التاريخ هي نمو الإمبراطورية الماورية (300 قبل الميلاد) وبعد ذلك حكمت سلالة ساتافاهانا ديكان التي كانت تحمي ديكان ضد الغزاة السكيثيين، ساترابس الغربية. تشمل السلالات البارزة في هذا الوقت سلالة تشولا (القرن الثالث قبل الميلاد إلى القرن الثاني عشر الميلادي)، سلالة تشالوكيا (من القرن السادس إلى القرن الثاني عشر)، سلالة راشتراكوتا (753-982)، هويسالا (من القرن العاشر إلى الرابع عشر)، سلالة كاكاتيا (1083 إلى 1323 م) وإمبراطورية فيجاياناغارا (1336–1646). حكم ملوك أهير الدكن مرة واحدة. يشير نقش الكهف في ناشك إلى عهد أمير أبهيرا يُدعى إيشوارسينا ابن شيفاداتا. بعد انهيار سلالة ساتافاهانا حكمت أسرة فاكاتاكا ديكان من القرن الثالث إلى القرن الخامس.
من القرن السادس إلى القرن الثامن حكمت ديكان من قبل سلالة تشالوكيا التي أنتجت حكامًا عظماء مثل بولاكسي الثاني الذي هزم إمبراطور الهند الشمالية هارشا وفيكراماديتيا الثاني الذي هزم جنوده الغزاة العرب في القرن الثامن. من القرن الثامن إلى القرن العاشر حكمت سلالة راشتراكوتا هذه المنطقة. قادت حملات عسكرية ناجحة في شمال الهند ووصفها العلماء العرب بأنها إحدى الإمبراطوريات الأربع الكبرى في العالم. في القرن العاشر تم إنشاء إمبراطورية تشالوكيا الغربية التي أنتجت علماء مثل المصلح الاجتماعي باسافانا، وفيجينانيفارا، عالم الرياضيات بهاسكارا الثاني وسوميشوارا الثالث الذي كتب النص ماناسولاسا. من أوائل القرن الحادي عشر إلى القرن الثاني عشر كانت هضبة ديكان تحت سيطرة إمبراطورية تشالوكيا الغربية وسلالة تشولا. دارت عدة معارك بين إمبراطورية تشالوكيا الغربية وسلالة تشولا في هضبة ديكان خلال فترات حكم رجا راجا تشولا الأول وراجيندرا تشولا الأول وجاياسيمها الثاني وسومشفارا الأول وفيكراماديتيا السادس وكولوتونجا الأول.
في عام 1294 غزا علاء الدين الخلجي إمبراطور دلهي ديكان، واقتحم ديفاجيري، ثم انتقل جنوبا لغزو أوروغالو، كارناتيك. في عام 1307 بدأت سلسلة جديدة من الغزوات بقيادة مالك كافور ردًا على الجزية غير المدفوعة مما أدى إلى الخراب النهائي لعشيرة يادافا وفي عام 1338 تم فتح الدكن من قبل السلطان محمد بن تغلق شاه. كانت الهيمنة الإمبراطورية قصيرة بمجرد أن عادت الممالك السابقة إلى أسيادها السابقين. وسرعان ما أعقب هذه الانشقاقات من قبل الولايات تمرد عام للحكام الأجانب مما أدى إلى إنشاء سلالة بهماني المستقلة عام 1347. تبخرت قوة سلطنة دلهي جنوب نهر نارمادا. جاء جنوب ديكان تحت حكم إمبراطورية فيجاياناجارا الشهيرة التي بلغت ذروتها في عهد الإمبراطور كريشنادفارايا.
في صراعات السلطة التي تلت ذلك سقطت مملكة كارناتاكا الهندوسية شيئًا فشيئًا في يد سلالة الباهاماني التي تقدمت حدودها إلى جولكوندا عام 1373، وورنجل عام 1421، وخليج البنغال عام 1472. هزم كريشناديفارايا من إمبراطورية فيجاياناجارا. آخر بقايا من سلطنة بهماني وبعدها انهارت سلطنة بهماني. عندما تفككت إمبراطورية بهماني عام 1518 توزعت سيطرتها على الدول الإسلامية الخمس وهي جولكوندا وبيجابور وأحمدنجار وبيدار وبير، مما أدى إلى ظهور سلطنات ديكان. إلى الجنوب من هذه كانت لا تزال ولاية كارناتيك أو فيجايانجار الهندوسية قائمة لكنها أيضًا هُزمت في معركة تاليكوتا (1565) من قبل رابطة القوى الإسلامية. تم ضم بيار بالفعل من قبل أحمد نجار في 1572، واستوعب بيجابور بيدار في 1619. كما زاد اهتمام المغول بالدكن في هذا الوقت. تم دمج أحمد نجار جزئيًا في الإمبراطورية عام 1598، ثم تم ضمها بالكامل عام 1636، بيجابور عام 1686، وجولكوندا عام 1687.
في عام 1645 وضع شيفاجي الأساس لإمبراطورية ماراثا. تحدى الماراثا تحت قيادة شيفاجي مباشرة سلطنة بيجابور وفي النهاية إمبراطورية المغول العظيمة. بمجرد أن توقفت سلطنة بيجابور عن كونها تهديدًا لإمبراطورية الماراثا، أصبحت مارثا أكثر عدوانية وبدأت في الإغارة على أراضي المغول بشكل متكرر. لكن هذه الغارات أغضبت الإمبراطور المغولي أورنكزيب وبحلول عام 1680 نقل عاصمته من دلهي إلى أورانجاباد في ديكان لغزو الأراضي التي تيسيطر عليها ماراثا. بعد وفاة شيفاجي دافع ابنه سامباجي عن إمبراطورية الماراثا من هجوم المغول ولكن تم القبض عليه من قبل المغول وتم إعدامه. بحلول عام 1698 سقط آخر معقل الماراثا في جينجي ويسيطر المغول الآن على جميع الأراضي التي يسيطر عليها المراثا.
في عام 1707 توفي الإمبراطور أورنكزيب بسبب المرض عن عمر يناهز 89 عامًا، مما سمح لماراثاس باستعادة الأراضي المفقودة وتأسيس السلطة في الكثير من ولاية ماهاراشترا الحديثة. بعد وفاة شاتراباتي شاهو أصبح البيشوا القادة الفعليين للإمبراطورية من 1749 إلى 1761، بينما استمر خلفاء شيفاجي كحكام اسميين من قاعدتهم في ساتارا. أبقى الماراثا البريطانيين في مأزق خلال القرن الثامن عشر. بحلول عام 1760 مع هزيمة النظام في الدكن بلغت قوة الماراثا ذروتها. ومع ذلك فإن الخلاف بين البيشوا وقادتهم (قادة الجيش) شهد سقوطًا تدريجيًا للإمبراطورية مما أدى إلى ضمها في نهاية المطاف من قبل شركة الهند الشرقية البريطانية في عام 1818 بعد حروب الأنجلوماراثا الثلاثة.
بعد سنوات قليلة أنشأ آصف جاه قمر الدين نائب أورنكزيب في أحمد نجار مقرًا لحكومة مستقلة في حيدر أباد في عام 1724. كان حيدر علي يحكم ميسور. أثناء التنافس على السلطة الذي نشأ منذ منتصف القرن الثامن عشر تقريبًا بين القوى على الهضبة اتخذ الفرنسيون والبريطانيون جانبين متعاكسين. بعد فترة قصيرة من الانتصار تراجعت مصالح فرنسا، وأنشأ البريطانيون إمبراطورية جديدة في الهند. شكلت ميسور واحدة من أولى فتوحاتهم في ديكان. سرعان ما تم ضم تانجور وكارناتيك إلى سيطرتهم، تليها مناطق بيشوا في عام 1818.
في الهند البريطانية تم تقسيم الهضبة إلى حد كبير بين رئاسة بومباي ورئاسة مدراس. أكبر ولايتين أصليتين في ذلك الوقت كانتا حيدر أباد وميسور. كانت توجد العديد من الدول الأصغر في ذلك الوقت بما في ذلك كولهابور وساوانتواري.
بعد الاستقلال في عام 1947 تم دمج جميع الدول الأصلية تقريبًا في جمهورية الهند. احتل الجيش الهندي حيدر أباد في عملية بولو عام 1948 عندما رفض الانضمام. في عام 1956 أعاد قانون إعادة تنظيم الولايات تنظيم الولايات وفقًا لخطوط لغوية مما أدى إلى الدول الموجودة حاليًا على الهضبة.

## الاقتصاد
هضبة ديكان غنية جدًا بالمعادن والأحجار الكريمة. دفعت الثروة المعدنية للهضبة العديد من حكام الأراضي المنخفضة بما في ذلك حكام الإمبراطورية الماورية (القرنين الرابع والثاني قبل الميلاد) وجوبتا (القرنين الرابع والسادس الميلاديين) للقتال عليها. تشمل المعادن الرئيسية الموجودة هنا الفحم وخام الحديد والأسبست والكروميت والميكا والكيانيت. منذ مارس 2011 تم اكتشاف رواسب كبيرة من اليورانيوم في حزام تومالابالي وفي حوض بهيما في جوجي في ولاية كارناتاكا. يعد احتياطي اليورانيوم في حزام تومالابالي بأن يكون واحدًا من أفضل 20 اكتشافًا لاحتياطيات اليورانيوم في العالم.
جعل قلة هطول الأمطار الزراعة صعبة حتى إدخال الري. حاليًا المساحة المزروعة منخفضة جدًا وتتراوح من 60٪ في ولاية ماهاراشترا إلى حوالي 10٪ في غرب غاتس. باستثناء المناطق المتقدمة في بعض وديان الأنهار فإن الزراعة المزدوجة نادرة. الأرز هو المحصول السائد في مناطق هطول الأمطار الغزيرة والذرة الرفيعة في المناطق ذات هطول الأمطار المنخفضة. تشمل المحاصيل الأخرى ذات الأهمية القطن والتبغ والبذور الزيتية وقصب السكر. تُزرع القهوة والشاي وجوز الهند والأريكا والفلفل والمطاط والكاجو والتابيوكا والهيل على نطاق واسع في مزارع تلال نيلجيري وعلى المنحدرات الغربية لغاتس الغربية. حظيت زراعة اليطروفة مؤخرًا بمزيد من الاهتمام بسبب حوافز اليطروفة في الهند.

## أعلام
- جهان دار شاه